# Registro esercenti il commercio
Il Registro esercenti il commercio era un pubblico registro italiano, istituito presso ogni Camera di commercio dei capoluoghi di provincia, al quale dovevano iscriversi tutti coloro che desiderano svolgere un'attività commerciale, all'ingrosso o al dettaglio, compresa quella di somministrazione di alimenti e bevande. Il Registro è stato soppresso con l'articolo 3 del D.L. 4 luglio 2006 n. 223 convertito, con modificazioni, della legge n. 248 del 4 agosto 2006.
Pertanto al decorrere del 4 luglio 2006 il Registro esercenti il commercio risulta definitivamente soppresso.
Per quanto riguarda le attività commerciali generiche, l'obbligo di iscrizione è stato abolito con il decreto legge 114 del 31 marzo 1998, per i titolari di un pubblico esercizio (bar, ristoranti) con il decreto legge del 4 luglio 2006 n. 223 art. 3 "Regole di tutela della concorrenza nel settore della distribuzione commerciale".
Le competenze relative sono state delegate ai comuni.